# Znak towarowy powszechnie znany
Znak towarowy powszechnie znany (tzw. notoryjny) – choć prawo własności przemysłowej nie zawiera definicji znaku powszechnie znanego, zgodnie z dominującym poglądem doktryny, utrwalonym również w orzecznictwie i stanowisku Urzędu Patentowego RP, znak towarowy aby mógł uzyskać status powszechnej znajomości (notoryjności), musi być:
- znany na większości terytorium Polski,
- odnoszony do określonego towaru lub usługi przez krajowych potencjalnych odbiorców,
- znany powszechnie wśród potencjalnych nabywców, a zatem więcej niż połowie osób z tej grupy.

Wśród podstawowych kryteriów, według których ocenia się obiektywną możliwość upowszechnienia się znaku należy wymienić: czas używania znaku, sytuację towaru na rynku, kampanię reklamową, siłę odróżniającą znaku, przy czym żadna z wymienionych okoliczności nie ma charakteru nadrzędnego.